# Andrzej Woźnicki
Andrzej Maciej Woźnicki (ur. 10 marca 1941 w Warszawie) – polski polityk, działacz związkowy, pracownik naukowy, poseł na Sejm III kadencji.

## Życiorys
Ukończył na Wydziale Matematyczno-Fizyczno-Chemicznym Uniwersytetu Łódzkiego chemię (1963) i fizykę (1968). Od 1969 pracował naukowo na UŁ, następnie na Politechnice Łódzkiej. Od 1982 zawodowo związany z Akademią Medyczną w Łodzi (przekształconą w Uniwersytet Medyczny w Łodzi).
W 1970 został aresztowany za przynależność do konspiracyjnej organizacji niepodległościowej „Ruch”, skazano go za to na karę 10 miesięcy pozbawienia wolności. W 1977 był jednym z założycieli Ruchu Obrony Praw Człowieka i Obywatela, redagował niezależne pismo „Ruch Związkowy”, a po przystąpieniu do „Solidarności” gazetę „Solidarność Ziemi Łódzkiej”. W stanie wojennym został internowany na okres od 13 grudnia 1981 do 6 kwietnia 1982. W latach 1990–2001 był członkiem zarządu regionu łódzkiego związku. Sprawował mandat posła III kadencji wybranego z listy AWS (1997–2001). Należał do Ruchu Społecznego, w 2004 przystąpił do Partii Centrum.

## Odznaczenia
Odznaczony Krzyżem Komandorskim Orderu Odrodzenia Polski (2006). W 2018 otrzymał Krzyż Wolności i Solidarności.